# Guibourtinidol
Guibourtinidol es un flavan-3ol. Se puede encontrar en el duramen de Cassia abbreviata.